# María Antonia Vallejo
María Antonia Vallejo Fernández, apodada «La Caramba» (Motril, 9 de marzo de 1751 - Madrid, 10 de junio de 1787), fue una actriz cómica y cantante española que destacó en el género de la tonadilla. Marcó la moda de su época y al final de su vida abandonó la farándula y la fama para convertirse en una beata arrepentida, gesto que aumentó la admiración que el pueblo de Madrid ya tenía por ella.

## Biografía
Abandonó el hogar familiar para dedicarse al mundo del espectáculo y en 1776 se trasladó a Madrid. Debutó en la Pascua de ese año en el Coliseo de la Cruz con la compañía de Manuel Martínez.
Uno de sus primeros trabajos importantes lo consiguió como sobresaliente de música (o de 'cantado') sustituyendo a María Mayor Ordóñez «La Mayorita» o «La Mayora». Intérprete tanto de coplas como de arias italianas, pronto empezó a destacar en la puesta en escena de castizos sainetes y tonadillas, complementos teatrales que ocupaban los intermedios de las representaciones y gozaban del fervor popular. Formó pareja en los pasajes cómicos con Miguel Garrido, uno de los más singulares ‘graciosos’ de la época. A su gracia como cantante se sumó su seductora ejecución del fandango, aire al que imprimió tal personalidad, que puso de moda el concepto de “carambear” como sinónimo de “bailar el fandango”.
«La Caramba» ascendió al título de ‘graciosa’ de música en 1779, en la cúspide de su popularidad, desafiando la vigilancia de la censura inquisitorial gracias a sus buenas relaciones entre algunos personajes en el poder. A pesar de ello, en 1780 fue denunciada junto a Pablo Esteve (maestro de música) por dos de las grandes duquesas de la época: la de Benavente y la de Alba, por ridiculizar a ambas en el contexto de un tonadilla como astutas seductoras en los círculos madrileños de nobles y toreros. María Antonia no tuvo ningún pudor en 'colgarle el muerto' (como único culpable) al compositor, el maestro Esteve, que fue a dar con sus huesos en la cárcel del reino. Otro episodio referido por los contemporáneos de la diva fue su supuesto enamoramiento de un joven de sangre francesa, Agustín Sauminque Bedó, que aspiraba a hacerla su esposa y retirarla de la farándula. El 10 de marzo de 1781 se casaron. El matrimonio fue un fiasco, y poco más de un mes después, el 15 de abril «La Caramba» volvió a subir al escenario del Teatro del Príncipe, para deleite del pueblo madrileño. Como en un proyecto publicitario digno del siglo XXI, la desaparición y el regreso de «La Caramba» se convirtieron en temas de tonadillas de éxito: Garrido, de luto por «La Caramba», La venida de María Antonia, o aquella otra, quizá la más popular, en la que describía a "un señorito muy petimetre", y cuya letra decía así: 

Un señorito muy petimetre
Se entró en mi casa cierta mañana
Y así me dijo al primer envite:
“Oiga usted: ¿quiere ser mi pareja?”
Yo le respondí con mi sonete,
Con ni canto, ni baile y soflama:
¡Que chusco es usted, señorito!
Usted quiere… ¡Caramba! ¡Caramba!
¡Que si quieres, quieres, ea!
Vaya, vaya, vaya!
Me volvió a decir muy tierno y fino:
María Antonia, no seas tirana
Mira niña, que te amo y te adoro,
Y tendrás las pesetas a manta.
Yo, le respondí con mi sonete,
Con mi canto, mi baile y soflama:
¡Que porfiado es usted, señorito!
Usted quiere…¡Caramba! ¡Caramba!

De 1783 se han anotado sus éxitos con La malicia del terno, La maja y el andaluz, La entrada en la cazuela, La ama de llaves y el chusco o La desdicha de las tonadillas, representaciones en las que María Antonia llegó a compartir las tablas con la actriz trágica más famosa de esa época, María del Rosario Fernández La Tirana. Sin conocerse la razón, al año siguiente (1784), María Antonia Vallejo «La Caramba», se despidió de los escenarios compartiendo la caída del telón de la mano de su habitual compañero en las tablas, el cómico Miguel Garrido. Hay confusas noticias de que entró en un convento de Capuchinos de san Francisco en el mismo Paseo del Prado de Madrid, que durante años fuera su 'pasarela de moda'. Marchitándose en pocos años, murió el 10 de junio de 1787, dejando como herederos a su madre y su empresario, el 'autor' Manuel Martínez.

### Marcar la moda

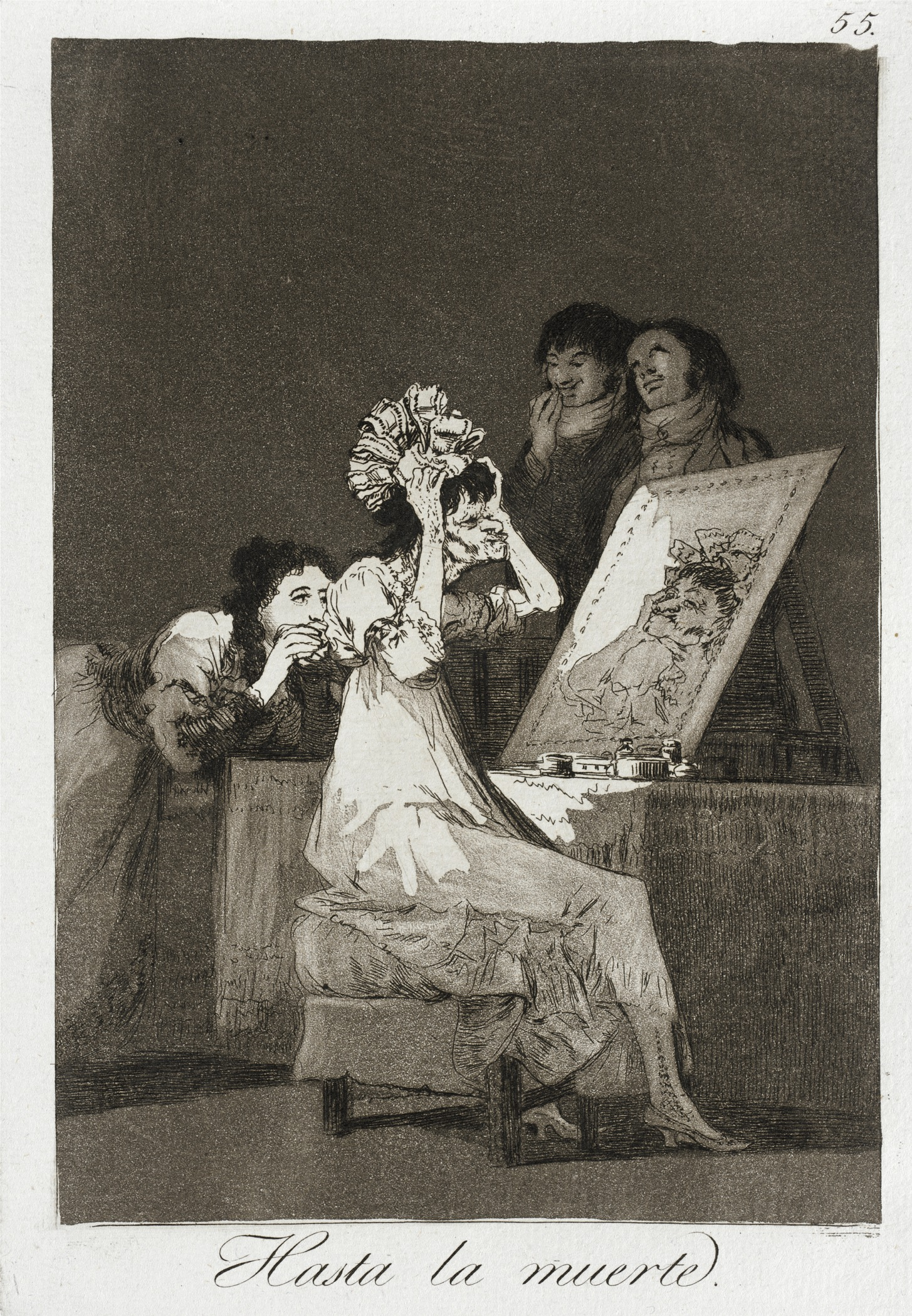
El pintor Francisco de Goya, poco amigo de la moda como un instrumento ridículo, comentaba el contenido de su Capricho número 55 con estas palabras: "Las mujeres locas lo serán hasta la muerte" (y así figura al pie del dibujo). Y añadía: "...Esta es cierta Duquesa (refiriéndose al parecer a la de Osuna) que se llenaba la cabeza de moños y carambas, y por mal que le caigan no le faltaban guitones de los que vienen a atrapar a las criadas, que aseguran a S. Excelentísima que está diviiiina". Así se recoge en un manuscrito de la Biblioteca Nacional de España.

Cronistas y periódicos de la época confirman que María Antonia fue el modelo y árbitro de la moda femenina durante buena parte de la segunda mitad del siglo XVIII. La coquetería de las madrileñas de más alta alcurnia acabó por sucumbir a la pasión popular de «La Caramba», sus coplas y sus excesos estéticos, llenando las calles y paseos de la Villa, y llegando a infiltrase en los salones y la mismísima Corte. María Antonia, ejemplo no solo en el vestir -le gustaba disfrazarse tanto como travestirse-, llegó a imponer e inmortalizar, asociado a su apodo, un peinado en forma de moño, ornamentado con cintas de colores brillantes; o también, llevando el pelo muy rizado y suelto sobre la espalda sujeto apenas por una lazada o escarapela.. La pintura de la época ofrece algunos interesantes y sorprendentes ejemplos, como puede verse en algunos retratos femeninos de Goya.

### Llegar al cine
Partiendo de la zarzuela que le dedicaron Luis Fernández Ardavín y el maestro Moreno Torroba en el año 1942, en 1951, el realizador español Arturo Ruiz Castillo llevó al cine la vida de «La Caramba» con el título de María Antonia, «La Caramba» y un cuadro de actores en el que, además de Antoñita Colomé como protagonista, estaban los grandes galanes del momento Alfredo Mayo, Guillermo Marín, Francisco Rabal, Manuel Dicenta, y atractivas segundas damas de la talla de Mary Lamar, María Dolores Pradera y Julia Caba Alba.